# Рудный (Мурманская область)
Рудный — упразднённый разъезд (тип населённого пункта) в Мурманской области. Входил в муниципальный округ город Оленегорск. Исключен из учётных данных в 2004 году.

## География
Располагался на восточном берегу озера Имандра, севернее устья реки Куна, у одноимённого железнодорожного разъезда Октябрьской железной дороги.

## История
Возник в 1932 году как железнодорожный разъезд № 67 Октябрьской железной дороги. С 1930-х годов носит современное название. До 1935 года входил в состав Пулозёрскго сельсовета Кольско-Лопарского района. Со второй половины 1930-х годов был в составе Имандровского сельсовета Кировского района, а с 1938 по 1981 года в составе Мончегорского района/Мончегорского горсовета. В 1981 году имандровский сельсовет передан в подчинение вновь созданному Оленегорскому горсовету.

## Население
| 1938 | 2002 |
| ---- | ---- |
| 65   | ↘0   |